# هتل کینگ دیوید

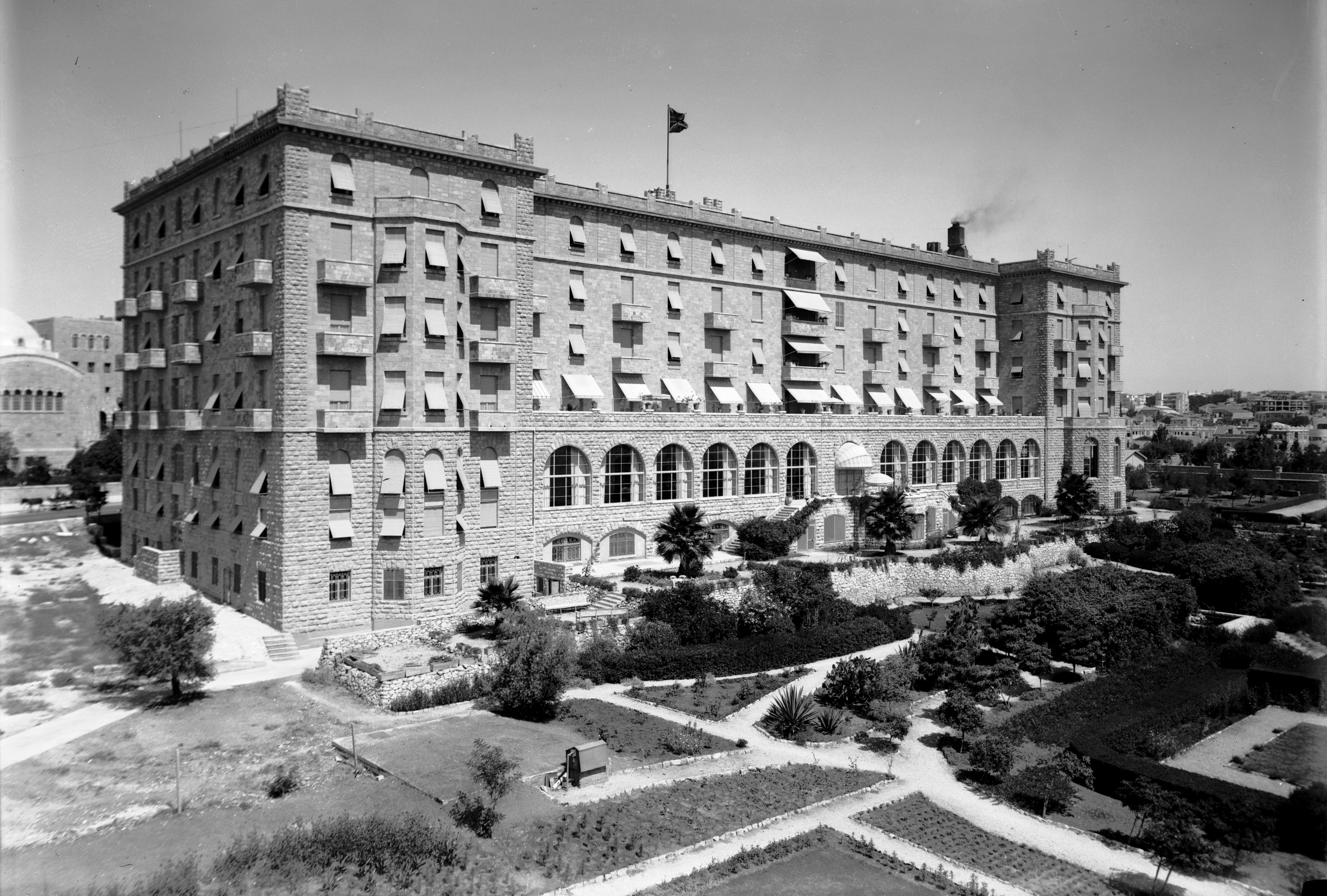
هتل در سال ۱۹۳۱

هتل کینگ دیوید (عبری: מלון המלך דוד‎، آوانگاری: Malon ha-Melekh David به زبان؛ عربی: فندق الملک داود) یک هتل ۵ ستاره در قدس و یکی از هتل‌های ال‌اچ‌دبلیو است. این هتل که در سال ۱۹۳۱ افتتاح شد، با سنگ آهک صورتیِ استخراج شدهٔ محلی ساخته شده و توسط عزرا موسری، یک بانکدار یهودی ثروتمند مصری تأسیس شد. این هتل در خیابان کینگ دیوید در مرکز قدس، مشرف به شهر قدیمی و کوه صهیون واقع شده‌است. نام هتل از نام داوود، پادشاه کتاب مقدس گرفته شده‌است.
این هتل که تحت مالکیت و اداره گروه هتل‌های دان است، به‌طور سنتی مکان انتخابی برای میزبانی از سران کشورها، مقامات بلندپایه و دیگر شخصیت‌ها در طول بازدیدهایشان از قدس بوده‌است. هتل کینگ دیوید همچنین به دلیل هدف قرارگرفتن در یک بمب‌گذاری تروریستی در سال ۱۹۴۶ توسط گروه شبه نظامی صهیونیستی ایرگون که در آن ۹۱ نفر کشته شدند، مشهور است.

## تاریخ

### قیمومیت بریتانیا بر فلسطین
در سال ۱۹۲۹، شرکت هتل‌های فلسطین ۴٫۵ جریب فرنگی (۱۸٬۰۰۰ متر مربع) زمین در مسیر جولیان اورشلیم، که امروزه خیابان کینگ دیوید نام دارد، خرید. نیمی از هزینه‌های ساخت را عزرا موسری، بانکدار یهودی ثروتمند مصری و مدیر بانک ملی مصر، و ۴۶ درصد دیگر را دیگر یهودیان ثروتمند قاهره پرداخت کردند. تقریباً ۴٪ باقیمانده توسط بانک ملی مصر پرداخت شد که ۶۹۳ سهام شرکت را بین سالهای ۱۹۳۴ و ۱۹۴۳ خریداری کرد.
از اولین روزهای خود، هتل کینگ دیوید میزبان افراد سلطنتی بود: ملکه ایران، ملکه مادر نازلی مصر، و ملک عبدالله اول اردن در هتل اقامت داشتند و سه رئیس دولت که مجبور به فرار از کشورهای خود شدند در آنجا اقامت گزیدند: آلفونسو سیزدهم پادشاه اسپانیا که در سال ۱۹۳۱ مجبور به کناره‌گیری شد، امپراتور هایله سلاسی اتیوپی، که توسط ایتالیایی‌ها در سال ۱۹۳۶ رانده شد، و جورج دوم پادشاه یونان، که پس از اشغال کشورش توسط نازی‌ها، دولت خود را در تبعید در هتل تأسیس کرد. در سال ۱۹۴۲ در زمان قیمومت بریتانیا، قسمت جنوبی هتل به یک مقر اداری و نظامی برای بریتانیا تبدیل شد.

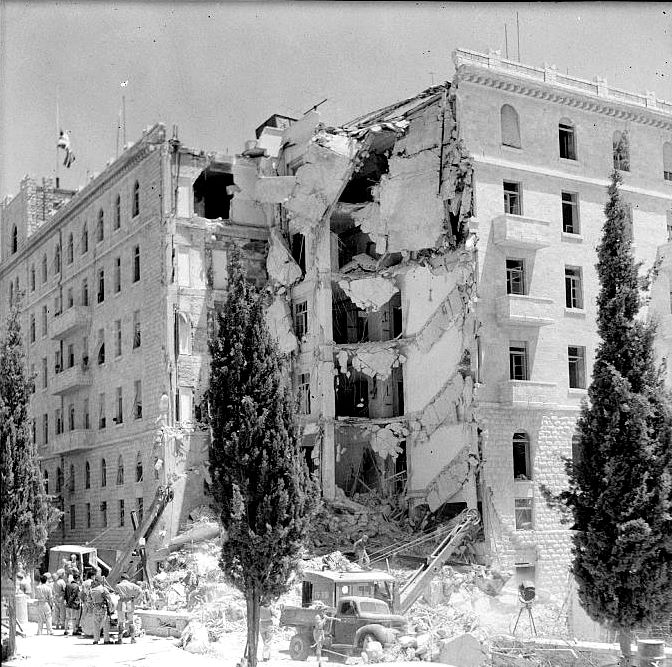
هتل کینگ دیوید پس از بمب‌گذاری

در ۲۲ ژوئیه ۱۹۴۶، گوشه جنوب غربی هتل در جریان حمله ای به رهبری گروه شبه نظامی صهیونیستی ایرگون منفجر شد. ۹۱ نفر جان باختند و ۴۵ نفر مجروح شدند. تلاش قبلی ایرگون برای حمله به هتل زمانی که هاگانا از آن مطلع شد، خنثی و به مقامات بریتانیا هشدار داده‌شد.

### اسرائیل
در ۴ مه ۱۹۴۸، هنگامی که پرچم بریتانیا با پایان یافتن قیمومیت بریتانیا پایین آمد، این ساختمان به یک دژ برای وطن‌گزینان تبدیل شد. در پایان جنگ اعراب و اسرائیل در سال ۱۹۴۸، هتل به «سرزمین هیچ‌کس» در خط آتش‌بس که قدس را به اراضی اسرائیل و اردن تقسیم می‌کرد، اشراف یافت. این هتل توسط هتل‌های زنجیره ای دان در سال ۱۹۵۸ خریداری شد. چندین صحنه در فیلم خروج محصول ۱۹۶۰ در هتل، چه در بیرون و چه در داخل، در لابی اصلی و در تراس فیلمبرداری شد. زمانی که بیت‌المقدس شرقی به دنبال جنگ شش روزه ۱۹۶۷ توسط اسرائیل ضمیمه شد، هتل با دو طبقه دیگر گسترش یافت.
کینگ دیوید پذیرای بسیاری از سران کشورهای خارجی و دیپلمات‌هایی را که از اسرائیل بازدید می‌کردند، بوده‌است. از جمله مهمانان مشهور هتل می‌توان به این موارد اشاره کرد: پادشاه جورج پنجم، پادشاه حسین، اردن؛ روسای جمهور ایالات متحده ریچارد نیکسون، جرالد فورد، جیمی کارتر، بیل کلینتون، جورج دبلیو بوش، باراک اوباما، دونالد ترامپ و جو بایدن. نخست وزیران بریتانیا وینستون چرچیل، هارولد ویلسون، مارگارت تاچر، جان میجر و تونی بلر. نارندرا مودی، نخست‌وزیر هند؛ چارلز، شاهزاده ولز؛ الیزابت تیلور؛ ریچارد دریفوس ; ریچارد گیر؛ مدونا؛ هنری کیسینجر و هیلاری کلینتون.

## معماری

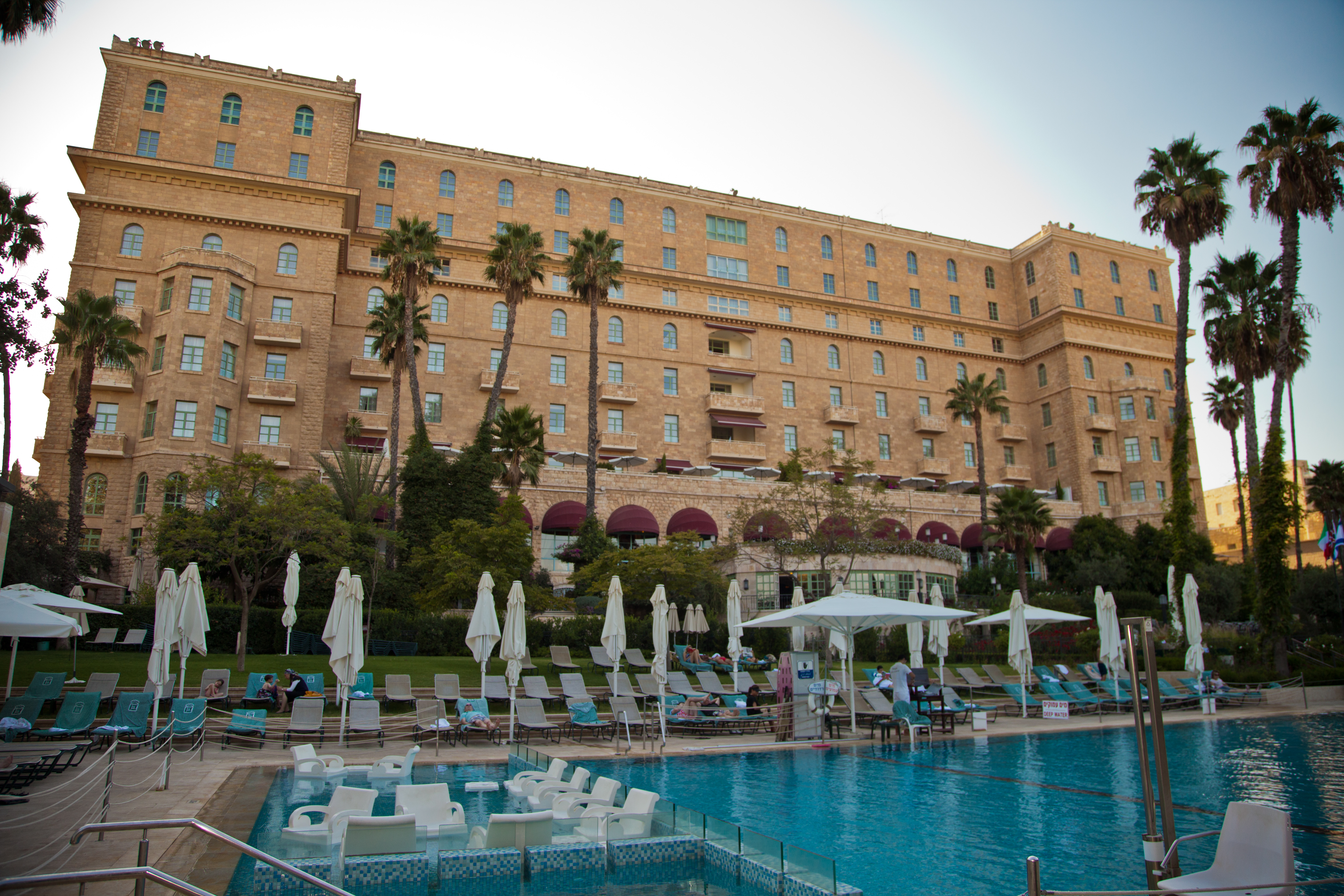
هتل و استخر کینگ دیوید (۲۰۱۲)

طراحی این هتل به یک معمار سوئیسی به نام امیل وگت سفارش داده شد و ساخت و ساز واقعی تحت نظارت معمار اورشلیم بنجامین چایکین صورت گرفت. به گفته روث کارک، استاد دانشگاه عبری قدس، رویکرد وگت نمونه ای از معماران اروپایی بود که به سفارش طراحی ساختمان‌های اورشلیم، «گنبدهای به سبک شرقی، طاق‌ها، انواع سنگ‌های رنگارنگ مختلف و تزئینات داخلی با نمادها و کتیبه‌های مذهبی»، در ساختمان‌هایی که، تقارن دقیق آن‌ها، به‌صورت غیرقابل انکاری، اروپایی بودن بنا را نشان می‌دهد. اتاق‌های عمومی توسط گوستاو آدولف هافشمید با نقوش برگرفته از ساختمان‌های آشوری، هیتی، فنیقی و اسلامی تزیین شده تا سبک «انجیلی» را تداعی کند. هافشمید، که سوئیسی بود، اظهار داشت که قصد او این بوده‌است که «با یادآوری سبک سامی باستان، فضای دوره باشکوه کینگ دیوید را یادآوری کند».

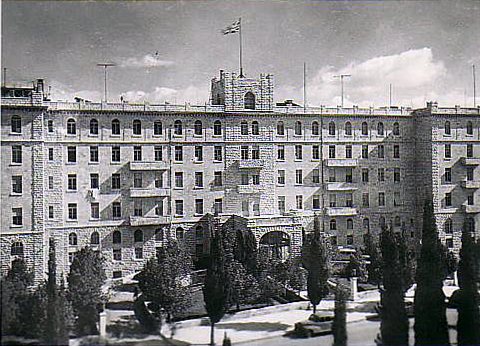
دفتر مرکزی سیگنال‌های سلطنتی، در ژوئن ۱۹۴۶
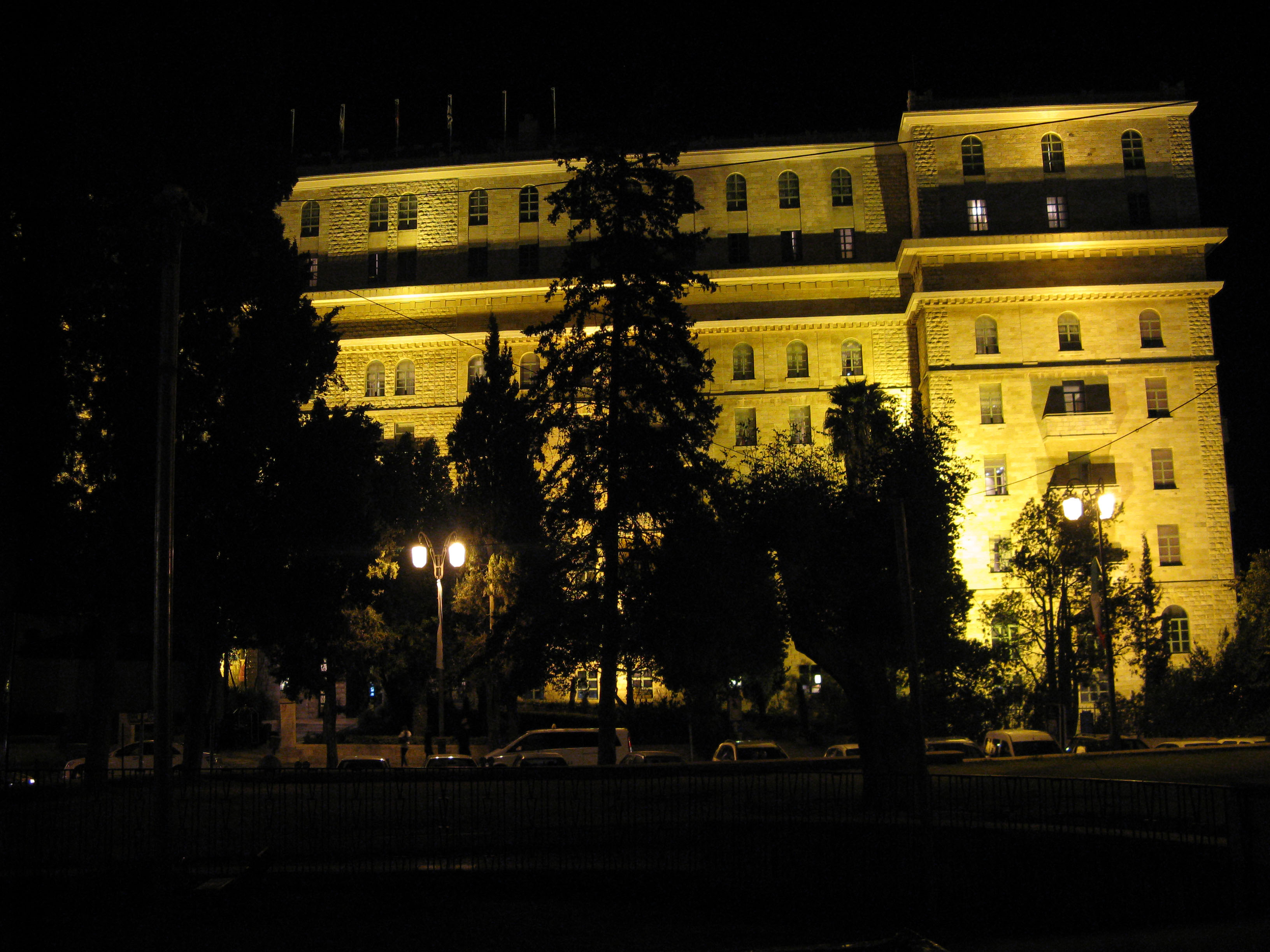
هتل کینگ دیوید در شب (۲۰۰۸)

در روزهای اولیه افتتاح هتل، تعداد کمی یهودی یا عرب در کارکنان وجود داشت. سرآشپزها ایتالیایی بودند، کارکنان خدمات اکثراً بربر بودند، مدیریت سوئیسی بود، و منو عمدتاً غذاهای اروپایی را سرو می‌کرد. در سال ۱۹۵۸، پس از تغییر مالکیت هتل، آشپزخانه شروع به انطباق با مقررات کوشر کرد.. غذاهایی که در آن دوران در رستوران هتل سرو می‌شد شامل استیک آنتروکوت با سس برنیز، دُرِس مینیونت و ماهی قزل آلا بود. در دهه ۱۹۶۰، با پست‌های کارکنان ارشد که عمدتاً توسط یهودیان آلمانی یا چکی اداره می‌شد، جمعیت‌شناسی تغییر کرد، و رستوران همچنین شروع به سرو غذاهای سنتی آشکنازی برای شام‌های شبات کرد. در دهه ۱۹۸۰، منوی شام شامل کوگل، کرپلاخ در آبگوشت، کنسومه و اشترودل بود. صبحانه شامل شیرینی دانمارکی، میوه، پنیر و ماهی دودی بود.
این هتل دارای چهار گزینه برای غذاخوری است:
- غذاخوری اصلی[۱۱][۱۲][۱۳]
- باغ پادشاه[۱۴]
- بار شرقی
- اسنک‌بار استخر